# 尼古拉·洛佩
尼古拉·洛佩（法語：Nicolas Lopez，1980年11月14日—），生于塔布，法国男子击剑运动员，主攻佩剑。他曾在2008年夏季奥林匹克运动会中获得男子个人佩剑银牌和男子团体佩剑金牌。洛佩在2012年退役。